# Ибрагимов, Магомед Идрисович
Магоме́д Идри́сович Ибраги́мов (род. 2 июня 1985, Ириб, Дагестанская АССР) — российский и узбекский борец вольного стиля, двукратный победитель чемпионата Азии, призёр чемпионата России, бронзовый призёр Олимпийских игр в Рио-де-Жанейро (2016), участник Олимпийских игр в Токио (2020).

## Биография
В начале 2016 года принял гражданство Узбекистана. 24 апреля 2016 года в Улан-Баторе завоевал олимпийскую лицензию, проиграв в финале Георгию Кетоеву, выступающему за Армению. В мае 2017 года завоевал первую золотую медаль чемпионата Азии. 12 мая 2024 года в Стамбуле после поражения от китайца Хабилу Авусайиману на мировом квалификационном турнире к Олимпийским играм снял борцовки и объявил об завершении карьеры. 

## Спортивные результаты
- Турнир «Али Алиев» (Каспийск, 2019) — ;
- Олимпийские игры 2016 года (Рио-де-Жанейро) — [8];
- Чемпионат России по вольной борьбе 2015 года — ;
- Межконтинентальный кубок 2014 года (Хасавюрт) — ;
- Кубок Рамзана Кадырова 2013 года (Грозный) — ;
- Межконтинентальный кубок 2013 года (Хасавюрт) — ;
- Турнир «Иван Ярыгин» (Красноярск, 2013) — ;
- Межконтинентальный кубок (Хасавюрт, 2012) — ;
- Финал «Голден Гран-при» (Баку, 2012) — ;
- Турнир «Иван Ярыгин» (Красноярск, 2012) — ;
- Турнир «Анри Деглян» (Ницца, 2011) — ;
- Турнир «Али Алиев» (Махачкала, 2011) — ;
- Турнир «Али Алиев» (Махачкала, 2010) — ;
- Турнир «Александр Медведь» (Минск, 2010) — ;
- Турнир «Иван Ярыгин» (Красноярск, 2009) — [9];